# Aphelandra dasyantha
Aphelandra dasyantha är en akantusväxtart som beskrevs av Wasshausen. Aphelandra dasyantha ingår i släktet Aphelandra och familjen akantusväxter. Inga underarter finns listade i Catalogue of Life.